# 小高車站 (日本)
37°33′46.6″N 140°59′46.2″E / 37.562944°N 140.996167°E
小高車站（日语：／ Odaka eki */?），是東日本旅客鐵道（JR東日本）常磐線的鐵路車站，位於福島縣南相馬市小高區。
2011年3月11日東日本大地震發生後，此站雖未受海嘯破壞，但因福島第一核電廠事故，車站在該廠的方圓20公里警戒區內，區內居民幾乎已全數撤離，故暫時停止營運。因應本站周邊地區的放射線下降，此區改列為避難指示解除準備區，不再管制人員進出，但仍禁止夜宿。2015年3月10日，日本政府召開復興推進會議，配合放射線除污作業進展，訂出常磐線分段復駛的預定時程。其中原之町車站至小高車站間路段預計在2016年春季恢復營運、小高車站至浪江車站間在2017年春季復駛。
2016年7月12日，原之町車站至小高車站間路段隨著南相馬市南方解除避難指示而恢復列車行駛。原本原之町車站與龍田車站間的接駁巴士於同日起增停小高車站，直到2020年3月14日常磐線全線復駛為止。

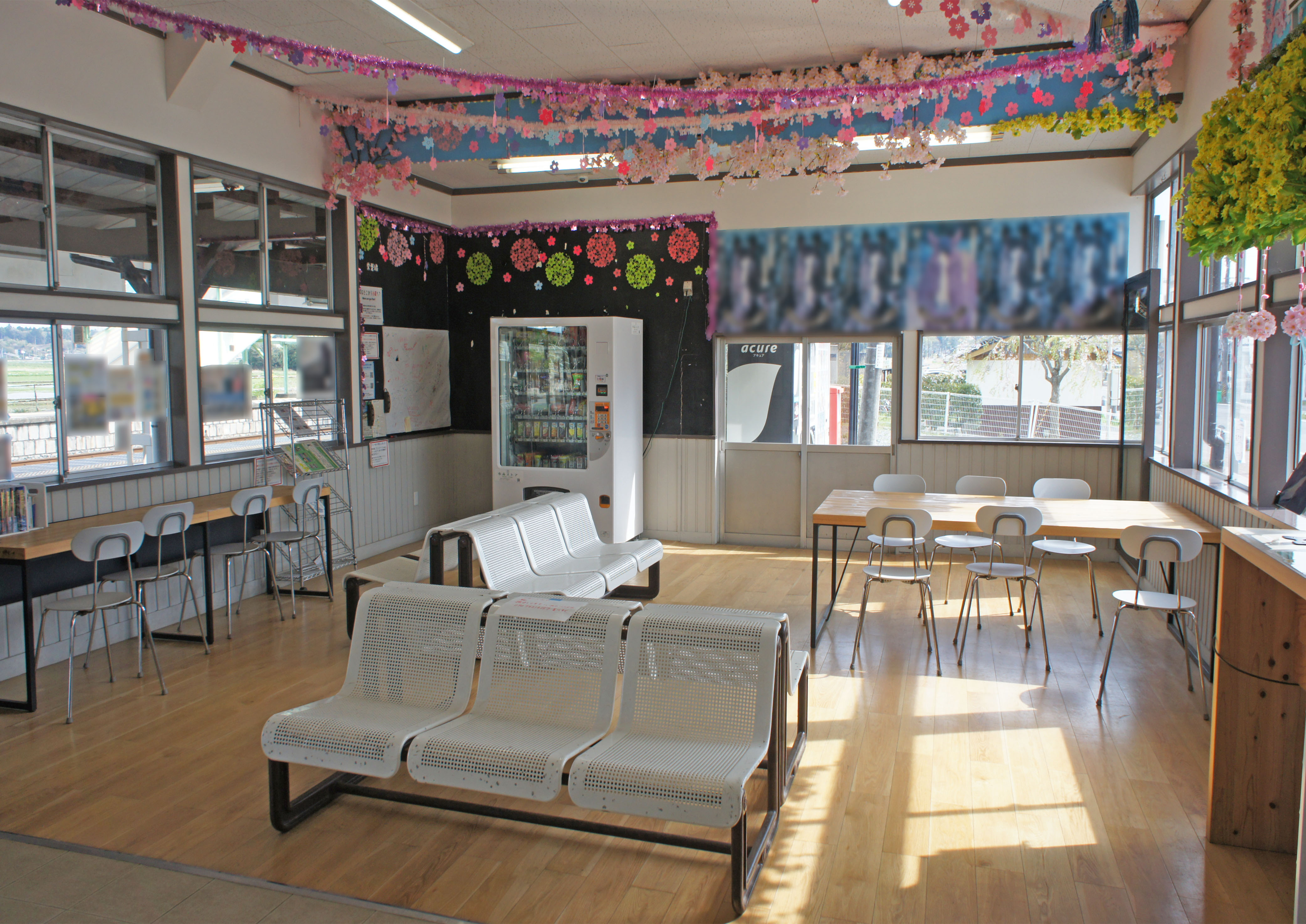
車站內部(2022年4月)

## 車站結構

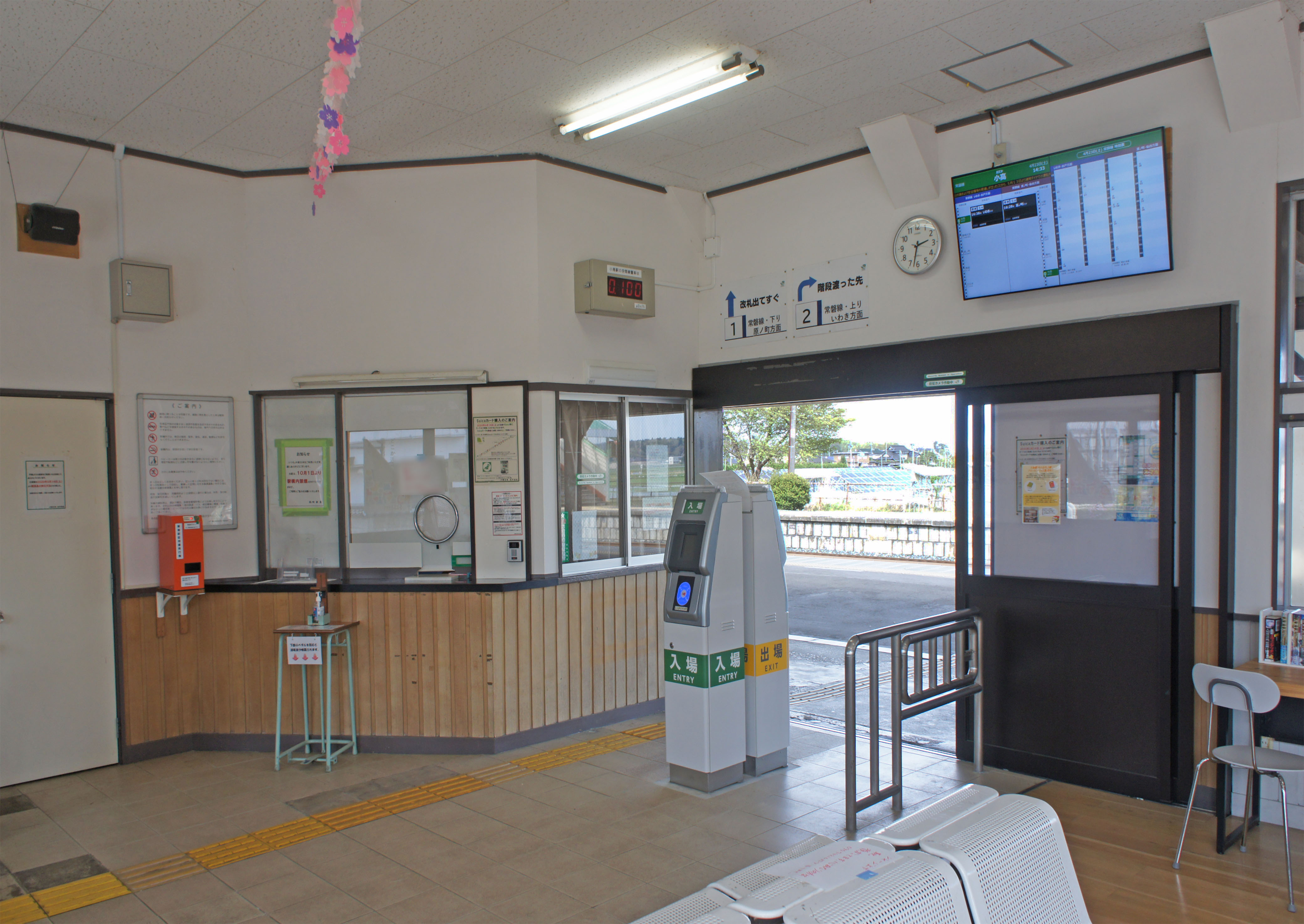
驗票口(2022年4月)

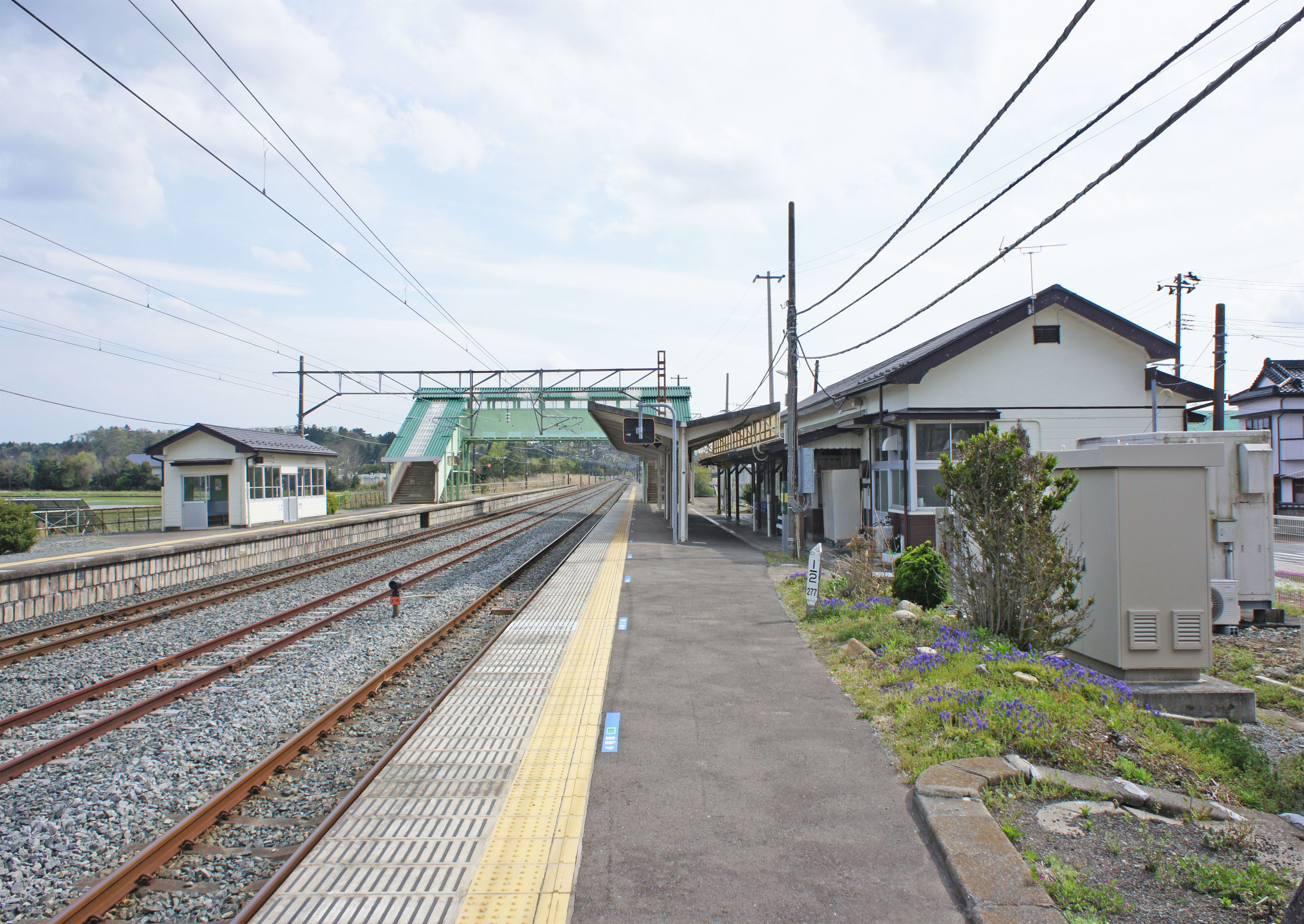
月台(2022年4月)

本站為地面車站，有兩座側式月台、兩股軌道，站房與月台間設有跨線橋。車站原本為業務委託站（由JR東日本的子公司「JR水戶鐵道服務」派駐人員），設有綠色窗口及自動售票機；2016年7月12日恢復營業後不再設綠色窗口。2020年3月14日起改為無人站，納入仙台近郊區間及Suica仙台區域，因此往北可使用Suica乘車，但不能往南跨到首都圈區域使用。
車站所在地為舊小高町的中心地區，設有許多商店，並有廣大的住宅區。

### 月台配置
| 月台 | 路線    | 方向 | 目的地           | 備註 |
| ---- | ------- | ---- | ---------------- | ---- |
| 1    | ■常磐線 | 下行 | 原之町、仙台方向 |      |
| 2    | ■常磐線 | 上行 | 磐城、上野方向   |      |

## 統計
下表提供2000年起的統計，乘車人數逐年遞減。2011年3月11日至2016年7月11日受福島第一核電廠事故的影響，暫時停止營業。
| 乘車人數表 | 乘車人數表       | 乘車人數表 |
| 年度       | 一日平均乘車人數 | 備註       |
| ---------- | ---------------- | ---------- |
| 2000       | 1,307            |            |
| 2001       | 1,242            |            |
| 2002       | 1,182            |            |
| 2003       | 1,112            |            |
| 2004       | 1,019            |            |
| 2005       | 965              |            |
| 2006       | 902              |            |
| 2007       | 879              |            |
| 2008       | 869              |            |
| 2009       | 821              | [ 5 ]      |
| 2010       | 811              | [ 6 ]      |
| 2011       | 停止營業         |            |
| 2012       | 停止營業         |            |
| 2013       | 停止營業         |            |
| 2014       | 停止營業         |            |
| 2015       | 停止營業         |            |

## 圖片

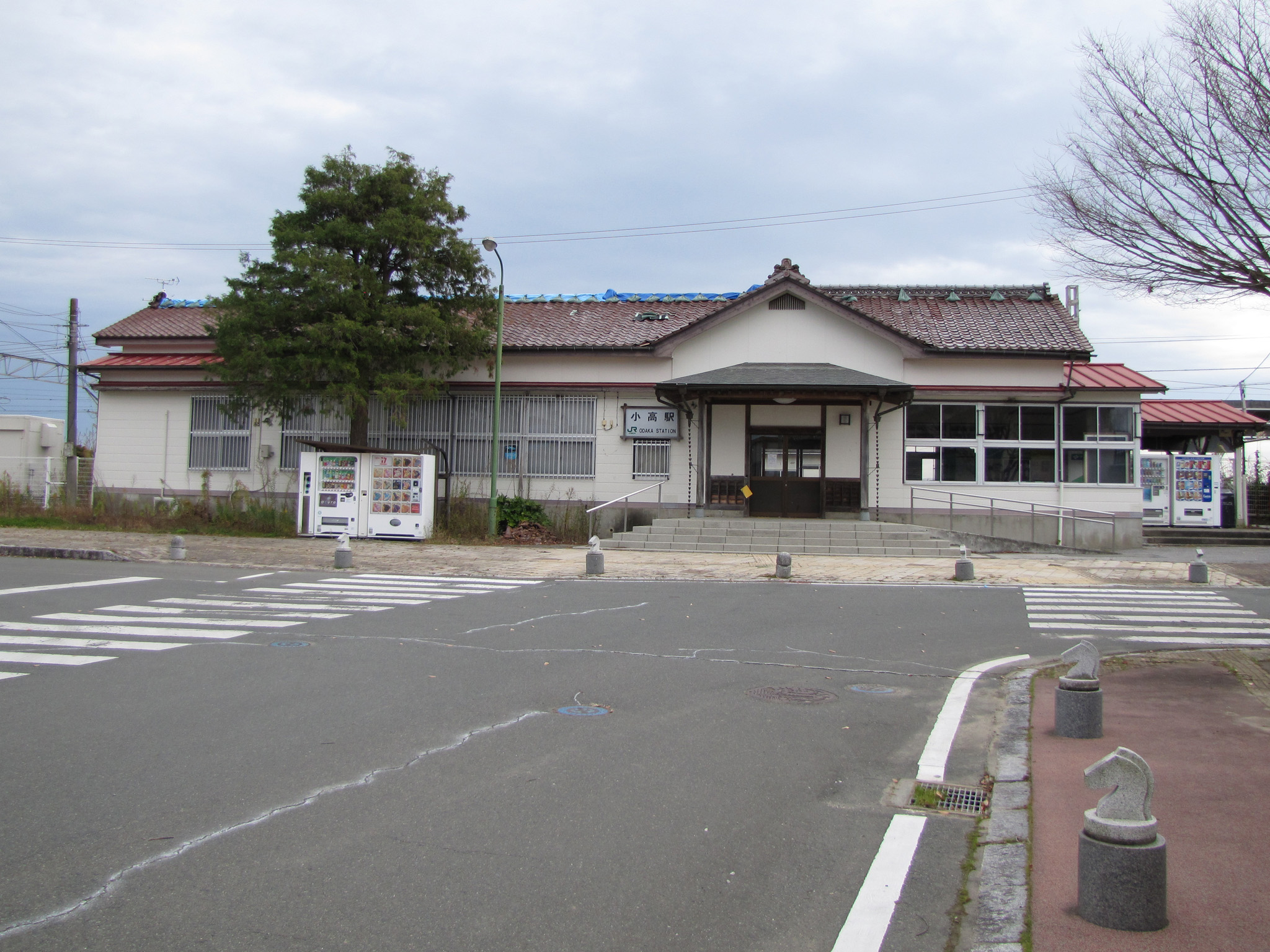
震災後暫停營業的小高站站房（2012年11月26日 攝）
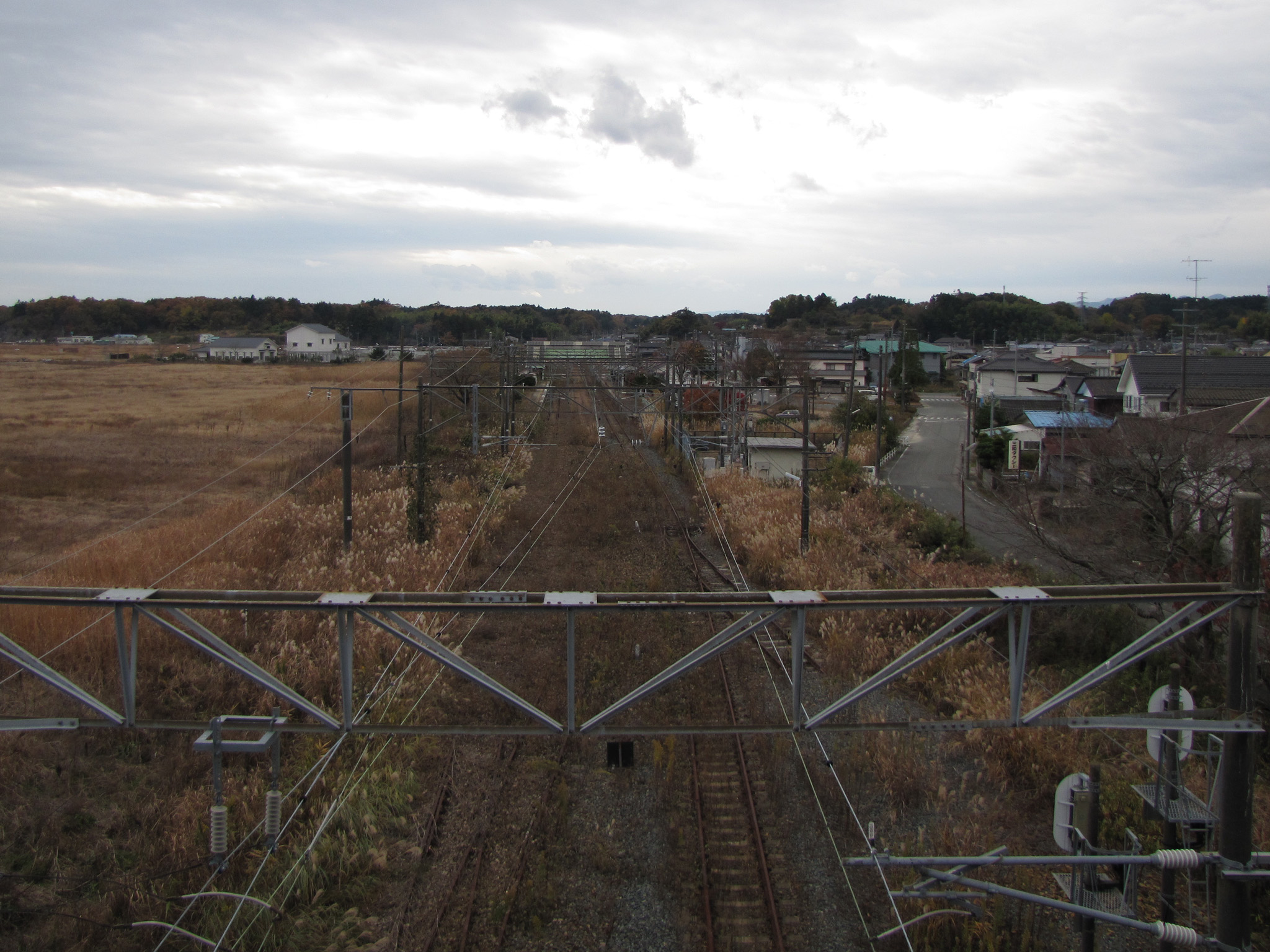
震災後的小高站站區（2012年11月26日 攝）

## 相鄰車站
東日本旅客鐵道
■常磐線
桃內－小高－磐城太田

## 外部連結
- （日語） JR東日本 小高駅 （页面存档备份，存于）